# Star Wars: Skeleton Crew
Star Wars: Skeleton Crew  è una serie televisiva statunitense del 2024 ideata da Jon Watts e Christopher Ford e prodotta da Lucasfilm. 
È la settima serie televisiva ambientata nell'universo narrativo di Guerre stellari. Le vicende si svolgono nello stesso periodo della serie The Mandalorian e dei suoi spin-off interconnessi dopo gli eventi del film Il ritorno dello Jedi. La serie racconta una storia di formazione su quattro bambini che fanno una scoperta sul loro pianeta natale, si perdono nella galassia e partono per un'avventura per tornare a casa.

## Trama
Quattro bambini scoprono una navicella spaziale pirata che era stata abbandonata sul loro pianeta natale; si perdono nella galassia insieme al droide (SM-33) che trovano a bordo della nave e partono per un'avventura, con l'obbiettivo di tornare a casa sul loro pianeta At-Attin, una zecca dei crediti della Vecchia Repubblica.

## Episodi
| Stagione       | Episodi | Pubblicazione |
| -------------- | ------- | ------------- |
| Prima stagione | 8       | 2024-2025     |

## Personaggi e interpreti

### Personaggi principali
- Jod Na Nawood, interpretato da Jude Law, doppiato da Niseem Onorato.
Un avido e scaltro imbroglione utilizzatore della Forza[2][3]. Law ha descritto Nawood come un pensatore veloce che usa il suo fascino per uscire da diversi scenari[3].
- Wim, interpretato da Ravi Cabot-Conyers, doppiato da Andrea Fratoni.
Un ragazzo umano proveniente dal pianeta At-Attin[2].
- Neel, doppiato in originale da Robert Timothy Smith, doppiato in italiano da Francesco Raffaeli.
Un ragazzo alieno simile ad un elefante e amico di Wim, dal pianeta At-Attin[3].
- Fern, interpretata da Ryan Kiera Armstrong, doppiata da Margherita Rebeggiani.
Una ragazza umana proveniente dal pianeta At-Attin[3].
- KB, interpretata da Kyriana Kratter, doppiata da Ilaria Pellicone.
Una ragazza umana e amica di Fern dal pianeta At-Attin che indossa (a seguito di un incidente) una visiera cibernetica collegata a un impianto cibernetico nero sulla sua testa[3].
- SM-33, doppiato in originale da Nick Frost, doppiato in italiano da Riccardo Scarafoni.
Un decrepito droide primo ufficiale dell'Onyx Cinder[4].

### Personaggi ricorrenti
- Wendle, interpretato da Tunde Adebimpe, doppiato da Emiliano Reggente.
Il padre di Wim, lavora come coordinatore di sistemi nel pianeta di At-Attin[5].
- Fara, interpretata da Kerry Condon, doppiata da Valentina Mari.
La madre di Fern, lavora come insegnante e sottosegretario su At-Attin[5].

## Produzione

### Sviluppo
Nel 2022 è stato annunciato da Production Weekly un nuovo progetto di Guerre stellari in fase di sviluppo, inizialmente intitolato Grammar Rodeo. Jon Watts era stato preso in considerazione per dirigere almeno un episodio della serie, con Jon Favreau come produttore esecutivo dato il successo ottenuto con The Mandalorian. Inizialmente la nuova serie doveva essere ambientata durante l'era dell'Alta Repubblica, con un annuncio formale previsto a maggio 2022 alla Star Wars Celebration. A metà maggio dello stesso anno Watts e Christopher Ford sono stati annunciati come creatori della serie, la coppia sarà anche produttrice esecutiva; mentre Ford sarà sceneggiatore. Mentre venne confermato che la serie sarebbe stata ambientata dopo gli eventi de Il ritorno dello Jedi, proprio come The Mandalorian, ed è stata descritta come una "versione galattica dei classici film Spelbergiani degli anni '80".

### Distribuzione
È distribuita sulla piattaforma streaming Disney+ dal 2 dicembre 2024 a cadenza settimanale. Il finale della prima stagione è stato trasmesso in Italia il 15 gennaio 2025.